# Yashodharman
Yashodharman (Yaśodharman; Devanagari: यशोधर्मा) fou un governant antic (maharaja) de Malwa, a l'Índia central, durant la primera part del segle vi. Va pertànyer a la dinastia Aulikara i governava vers 528 quan va derrotar el heftalita Mihirakula.

## Història

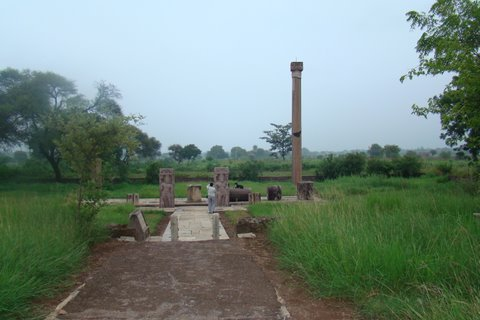
Pilar de victòria de Yashodharman a Sondani, Mandsaur.

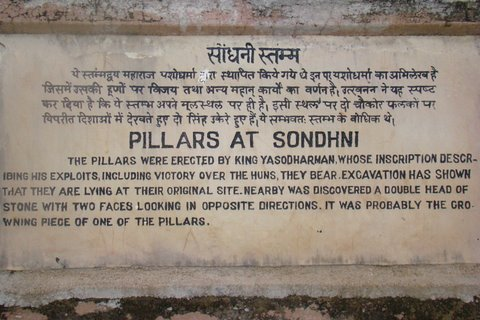
Inscripcio al pilar de Victòria de Yashodharman a Sondani, Mandsaur.

L'Imperi Gupta s'havia debilitat degut als atacs del Indo-Hephthalites, coneguts a l'Índia com el Hunes, cap al final del segle v, el qual el va causar la seva fragmentació en estats més petits. Yasodharman I l'emperador Gupta Narasimhagupta va derrotar un exèrcit heftalita (huna) conduït pel seu governant Mihirakula el 528 i va expulsar els Hunes fora de l'Índia. Dos pilars bessons monolítics a Sondani al districte de Mandsaur van ser aixecats per Yasodharman com a rècord de la seva victòria.
Tres inscriptions de Yasodharman ha estat trobades a Mandsaur. Un d'aquests és de samvat 589 (any 532).

## inscripció de Bijayagadh
La inscripció del pilar de pedra de Bijayagadh de Vishnuvardhana, localment conegut com a Bhīm kī Lāţ, va ser feta a Bayana al districte de Bharatpur i diu:
"(Línia 3.) En la cerimònia del pundarîka-sacrifici (havent-se ja celebrat), aquest sacrifiat càrrec ha estat causat per ser instal·lat pel Varika, el il·lustre Vishnuvarhana la reialesa del qual i el nom són ben establerts,-qui és el fill excel·lent de Yashôvardhana; (i) el fill del fill excel·lent de Yashôrâta; (i) el fill excel·lent del fill del fill de Vyâghrarâta, - pel propòsit de fer créixer (el seu) esplendor, sacrificis, religió, benestar (en l'altre mundial), prosperitat, fama, família, llinatge, fortuna bona, i diversió.